# Edgar Sander
Edgar Sander (* 4. März 1895 oder 1896 in Leipzig, Deutsches Reich; † nach 1951) war ein deutscher Geschäftsmann und Politiker in Südwestafrika, dem heutigen Namibia.
Sander wanderte 1923 nach Südwestafrika aus. Er arbeitete vor allem als Landwirt und exportierte Karakulfelle. Zudem war Sander Direktor der United Building Society for SWA und ab 1940 Abgeordneter des South West African Legislative Assembly. Er war 1937 Mitbegründer des Deutschen Südwest Bund (DSWB). Sander war von 1938 bis 1941 und erneut von 1946 bis 1951 Bürgermeister von Windhoek, der heutigen Hauptstadt Namibias.